# Yva
Yva, pseudonimo di Else Ernestine Neuländer-Simon (Berlino, 26 gennaio 1900 – Lublino, 31 dicembre 1944), è stata una fotografa tedesca di origini ebraiche, rinomata per le sue immagini oniriche e multiple.
Fu uno dei primi fotografi a riconoscere il potenziale commerciale della fotografia e divenne una delle principali fotografe a Berlino durante il periodo della Repubblica di Weimar.
Quando il partito nazista salì al potere, fu costretta a lavorare come radiografa. Fu deportata dalla Gestapo nel 1942 e assassinata, probabilmente nel campo di concentramento di Majdanek durante la seconda guerra mondiale.

## Biografia
Else Ernestine Neuländer nacque il 26 gennaio 1900 a Berlino come figlia minore di un mercante ebreo e di una modista. Suo padre morì quando lei aveva dodici anni e sua madre crebbe i nove fratelli con la sua produzione di cappelli. Neuländer probabilmente studiò presso la Lette-Verein di Berlino, completando la scuola e un apprendistato di sei mesi per imparare il mestiere.
Nel 1925, Neuländer aprì il suo studio fotografico utilizzando lo pseudonimo professionale Yva in una posizione favorevole, vicino al Kurfürstendamm. Nel 1926, ebbe una breve collaborazione con il pittore e fotografo Heinz Hajek-Halke, ma a causa di una disputa sul copyright, interruppero la loro collaborazione. Suo fratello, Ernst Neuländer, era un co-proprietario del salone di moda Kuhnen e la assunse per fotografare i suoi modelli. Riuscì a pubblicare dieci fotografie su Die Dame nel 1927, che le servirono per farsi conoscere dalle migliori riviste di moda dell'epoca. Abbracciò l'approccio modernista utilizzando la composizione tecnica e le immagini d'avanguardia, sia catturando la rivoluzione sessuale del periodo che enfatizzando la forma femminile in modi non di genere, il che le permise una certa flessibilità come artista. La sua decisione di entrare in campo era essa stessa una sfida alla norma accettata dell'epoca, che vedeva gli uomini come artisti e le donne come loro modelle passive.

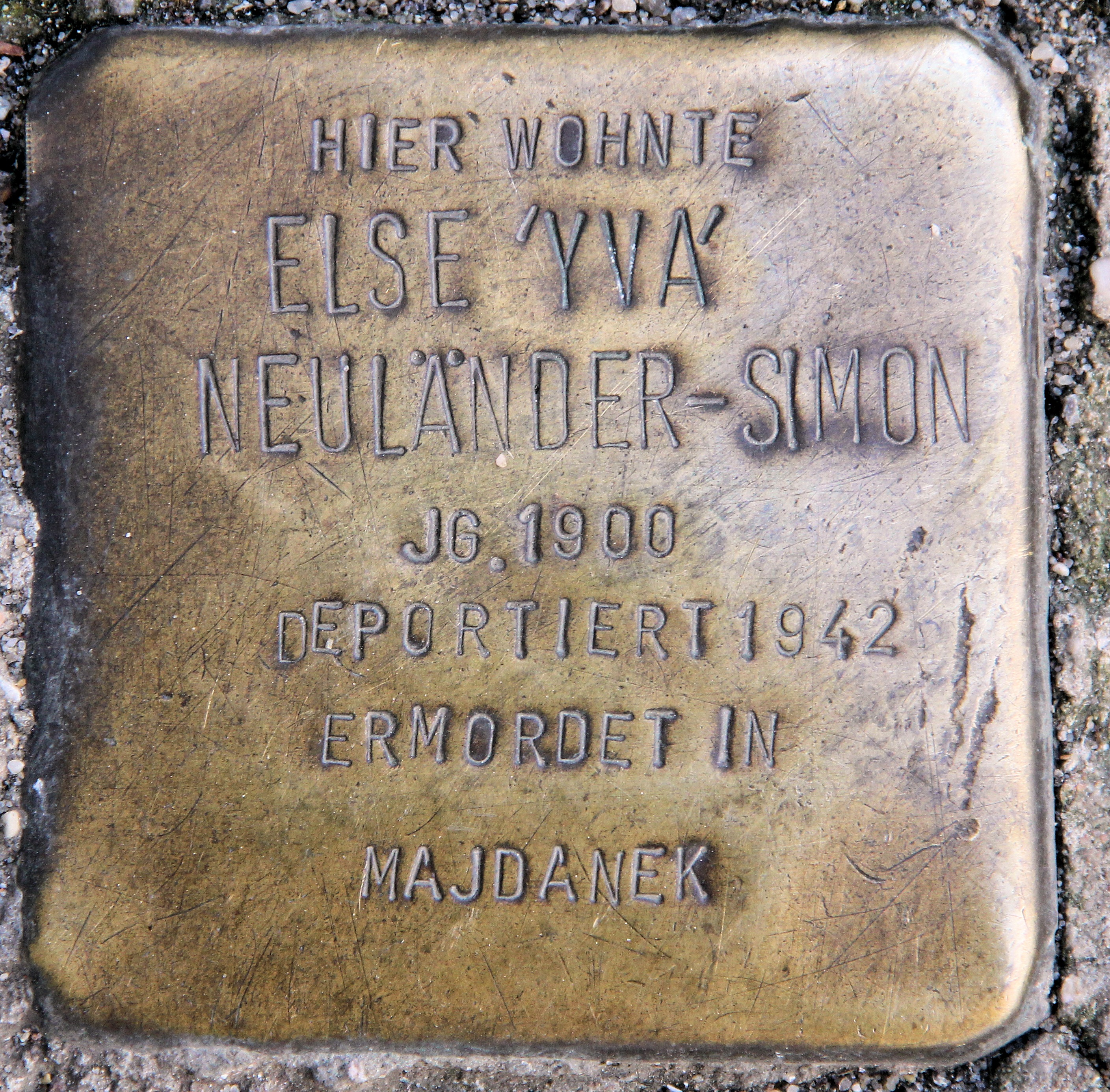
Pietre d'inciampo in Schlüterstraße, 45, a Berlino, per Else Neuländer-Simon

Nel 1927, Yva era diventata nota per la specializzazione in fotografie di moda, nudi e ritrattistica, ma sempre più comprendeva gli aspetti commerciali per la fotografia e fu una delle prime professioniste a lavorare nella pubblicità. Uno di questi annunci fu una campagna realizzata per "Amor Skin" che utilizzava esposizioni multiple della pellicola per creare immagini surrealiste e oniriche. In breve tempo, si creò una reputazione per il suo immaginario innovativo e divenne collaboratrice di riviste, giornali fotografici e periodici tra cui Berliner Illustrirte Zeitung, Die Dame, la rivista di moda Elegant Welt e Gebrauchsgraphik. Partecipò anche a mostre internazionali, tra cui la mostra Film und Foto del 1929 a Stoccarda, la mostra Das Lichtbild del 1930 tenutasi a Monaco, la Prima Biennale Internazionale di Arte Fotografica del 1932 tenutasi a Roma e poi nel 1933, partecipò sia all'annuale salone internazionale parigino di fotografia di nudo "La Beauté de la femme" che alla mostra "The Modern Spirit in Photography" della London Royal Photographic Society.
Yva era rappresentata dalla Agentur Schostal. Dal 1929 le "storie" fotografiche di Yva apparvero sulla rivista Uhu di Ullstein Verlag. Fu incaricata di produrre 27 montaggi, ma solo 20 apparvero prima che la rivista fosse costretta a chiudere. Le strisce fotografiche raccontavano in sequenza d'azione la storia di giovani donne in arrivo dalle province alla metropoli berlinese in cerca di fortuna e rappresentano un passaggio tecnico tra immagini statiche e pellicole cinematografiche. Nel 1933, anche se il partito nazista iniziò a chiudere le attività di proprietà ebraica e pubblicò il suo nome in un elenco di indesiderabili, Yva decise di espandere la sua attività. In parte, l'ambiguità delle politiche naziste, la sua assimilazione nella comunità non ebraica e il suo impiego di dieci assistenti che non erano ebrei, portarono Yva a un falso senso di sicurezza. Non sperimentò l'antisemitismo dai suoi clienti pubblicitari e di moda, e prima si trasferì in uno studio più grande su Bleibtreustraße e l'anno successivo a Schlüterstraße, poco dopo il suo matrimonio. Nel 1934 sposò Alfred Simon, che rinunciò alla propria carriera per gestire gli aspetti commerciali dell'azienda di Yva.
Nel 1963 Yva assunse un giovane assistente, Helmut Neustädter, che sarebbe poi diventato il noto fotografo di moda Helmut Newton. Nello stesso anno "arianizzò" la sua azienda e trasferì la proprietà a una sua amica, la storica dell'arte Charlotte Weidler, per consentire all'attività di continuare le operazioni. Yva pensò di emigrare, dopo aver ricevuto un'offerta di lavoro da Life per lavorare a New York. Il marito la convinse ad abbandonare il piano e rimanere in Germania, sperando che le cose migliorassero, perché non poteva immaginare di ricominciare da capo in un posto nuovo di cui non parlava nemmeno la lingua. Simon aveva torto: nel 1938 Yva fu bandita dalla pratica della fotografia da una nuova serie di regolamenti e costretta a chiudere il suo studio. Lavorò come assistente nel dipartimento di radiografia dell'ospedale ebraico di Berlino fino al 1942. Nel 1942 la coppia tentò di lasciare la Germania, poiché dopo il loro arresto 34 casse con i loro effetti personali, la maggior parte piene dei suoi arredi fotografici, furono identificate al porto di Amburgo. Ventuno delle casse furono distrutte in un bombardamento e le altre 13 furono messe all'asta per compensare i costi del loro stoccaggio.
Else e Alfred Simon furono arrestati dalla Gestapo il 1º giugno 1942 e il 13 giugno furono inviati ai campi di sterminio tramite "15 Osttransport". Il loro convoglio doveva andare al campo di sterminio di Sobibór ma durante il viaggio il treno fu spostato su un binario laterale a Lublino, in Polonia, e furono selezionati 1 030 prigionieri per andare a Sobibór. I restanti prigionieri - non è chiaro quanti - furono inviati al campo di concentramento di Majdanek, vicino a Lublino.
Nessuna lista di trasporto per questa deportazione ha chiarito dove si trovasse la coppia, anche se il registro ebraico di Yad Vashem mostra che Alfred Simon fu assassinato a Majdanek. Nessun dato sulla morte di Yva è emerso. È probabile che entrambi siano stati uccisi all'arrivo in un campo, probabilmente nel 1942. Else Ernestine Neuländer è stata ufficialmente dichiarata morta il 31 dicembre 1944 e le Pietre d'inciampo (Stolpersteine) a lei dedicate sono state collocate fuori dalla sua ultima casa a Schlüterstraße 45 il 29 novembre 2005.

## Eredità
Nel 2001, una retrospettiva del lavoro di Yva è stata presentata al Verborgenes Museum a Charlottenburg. L'anno successivo, le sue fotografie sono state esposte in una mostra allo Stadtmuseum di Berlino. Nel 2002 l'opera Yva: Photographies 1925-1938, una biografia e una valutazione del suo lavoro e dei suoi contributi alla fotografia è stata scritta da Marion Beckers ed Elisabeth Moortgat e pubblicata in tedesco e inglese dalla Wasmuth Publishing.

## Opere

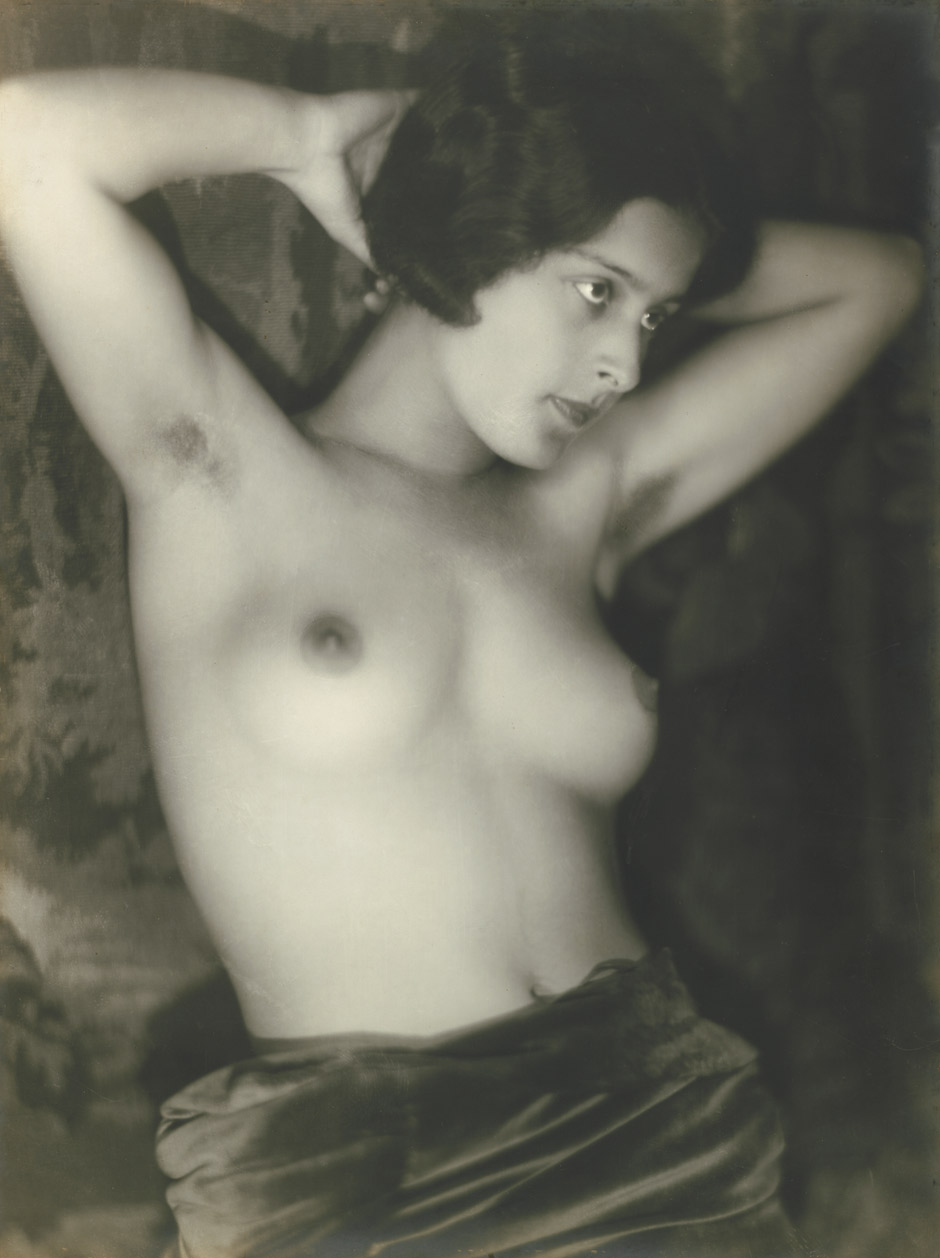
Seminudo femminile, anni venti
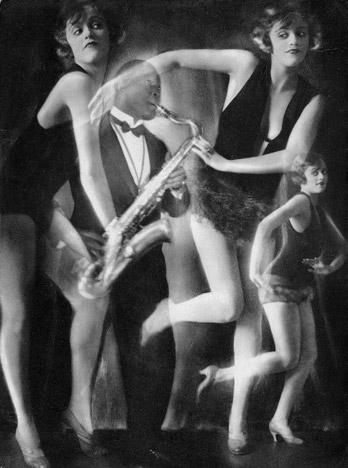
Charleston 1926-1927
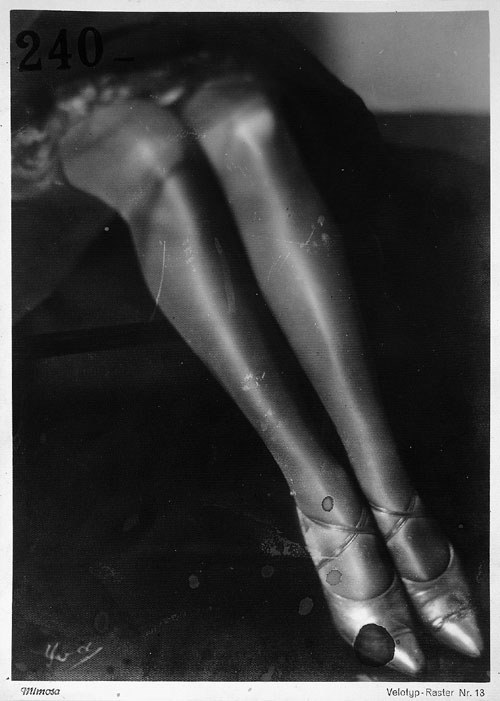
Gambe 1927-1928
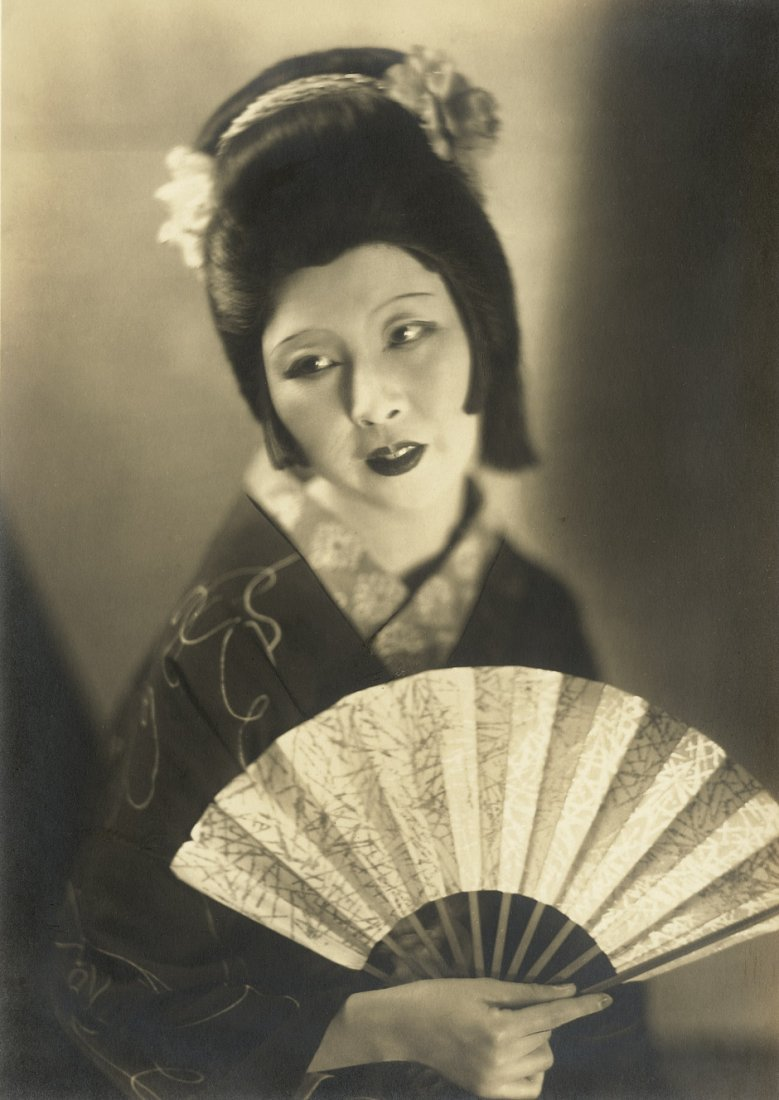
La danzatrice giapponese Takebayashi 1929
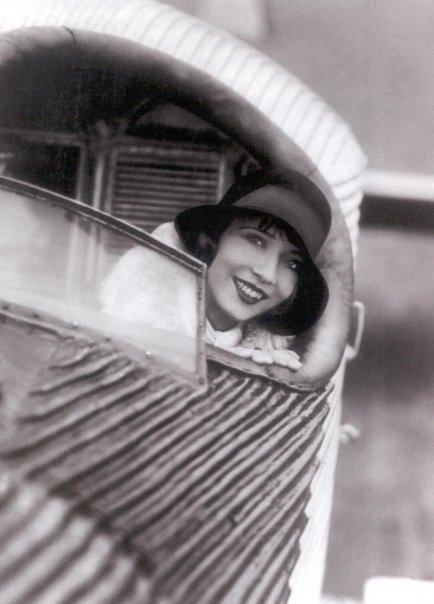
Ramona in the little flying machine 1929
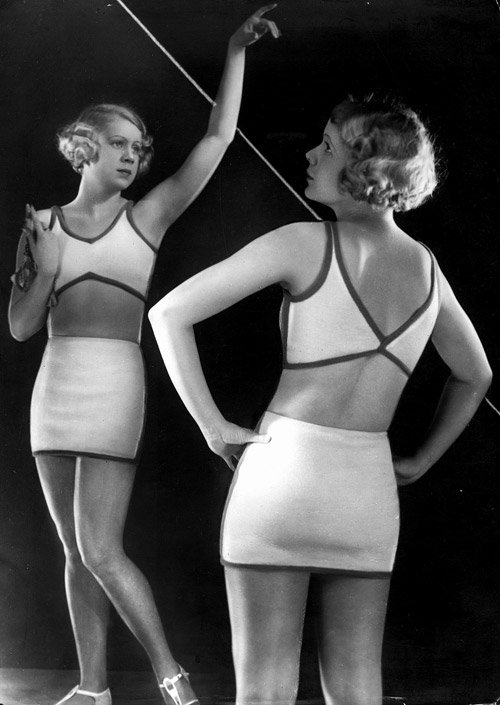
Costume da bagno Model Schenk ca. 1930
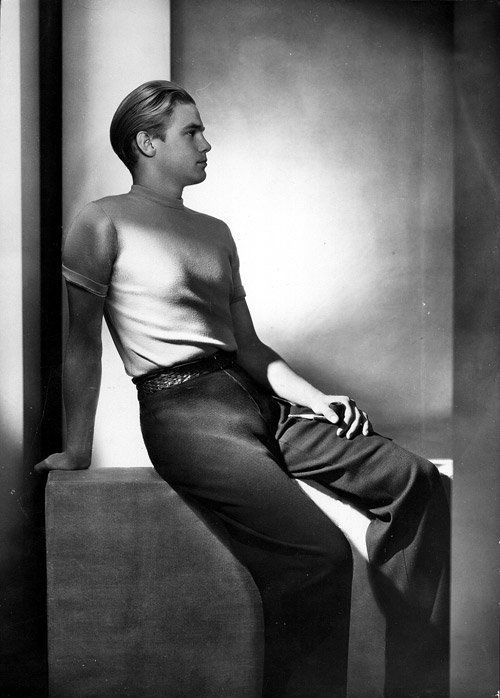
Fashion Model Jantzen ca. 1932
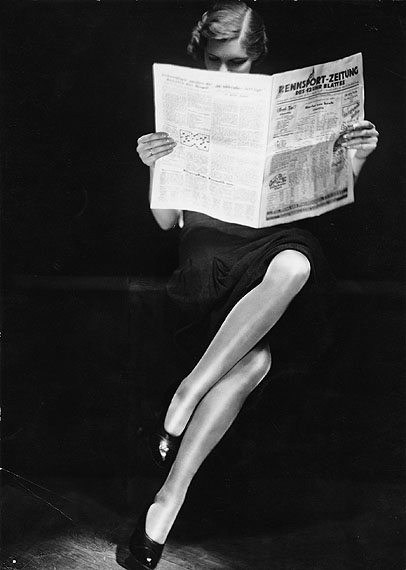
Donna che legge un giornale ca. 1932
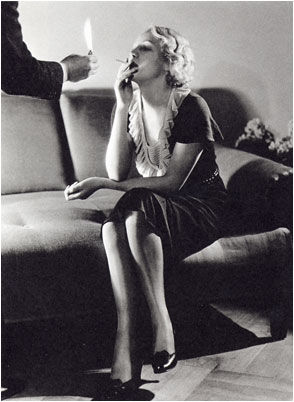
Senza titolo ca. 1932
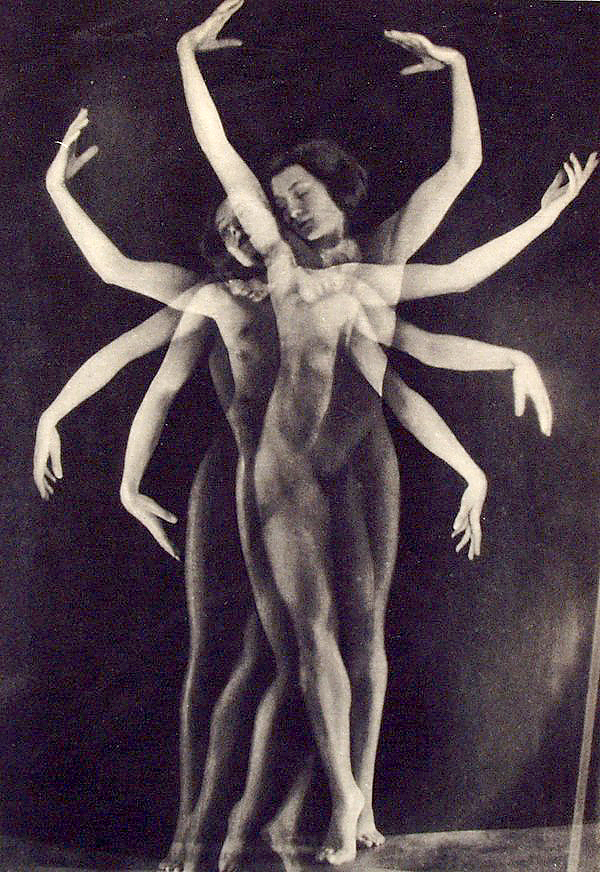
Danse ca. 1933